# Mas Pinós
Mas Pinós és una masia situada al municipi de Mieres, a la comarca catalana de la Garrotxa. Es troba arran d'un afluent de la riera de Brugueroles.